# Sciara albifrons
Sciara albifrons är en tvåvingeart som först beskrevs av Johann Ludwig Christian Gravenhorst 1832.  Sciara albifrons ingår i släktet Sciara och familjen sorgmyggor. Inga underarter finns listade i Catalogue of Life.